# Târzia
Târzia – wieś w Rumunii, w okręgu Neamț, w gminie Brusturi. W 2011 roku liczyła 708 mieszkańców.